# Charles William King

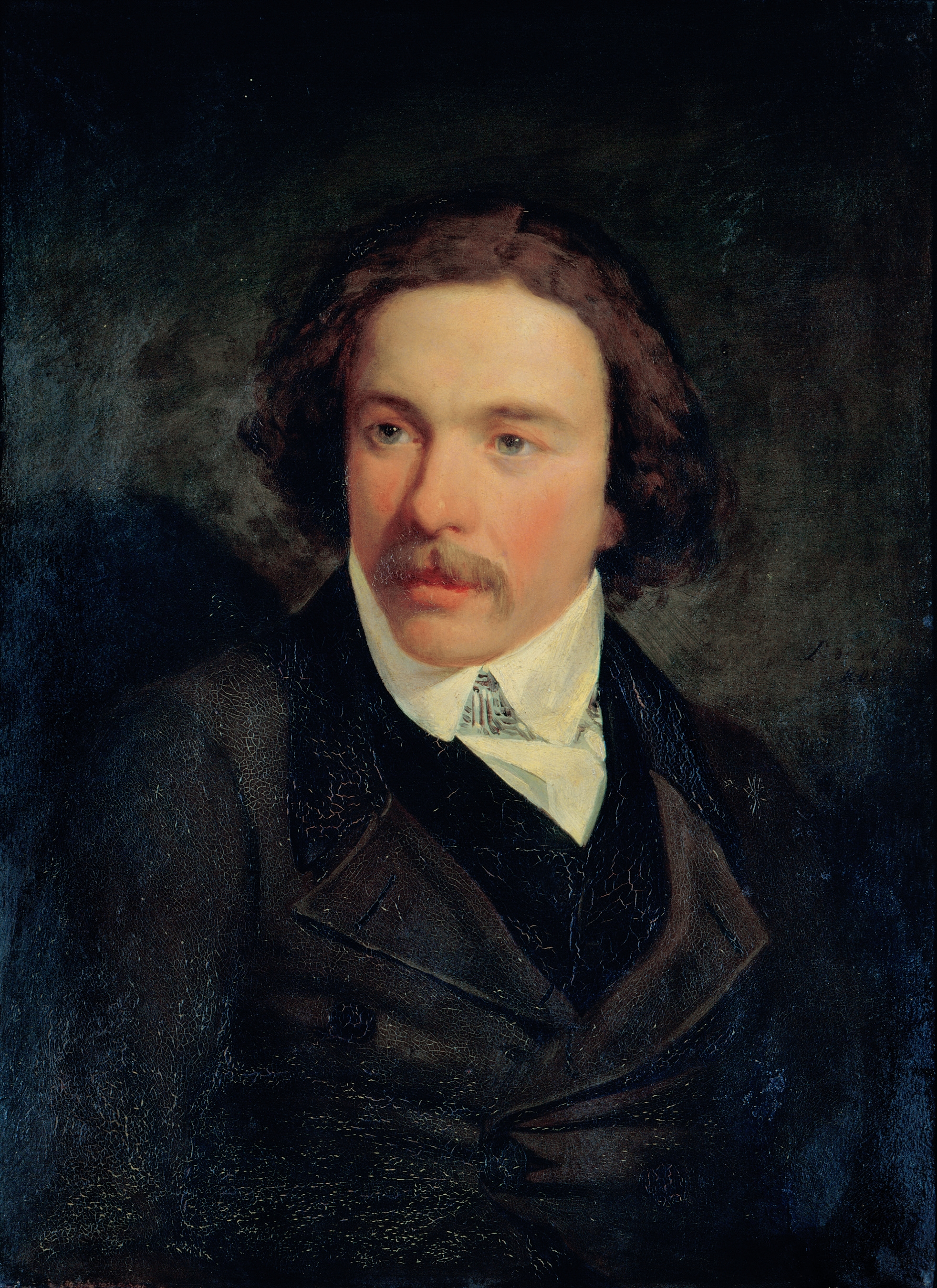
Charles William King

Charles William King (geboren am 5. September 1818 in Newport, Monmouthshire; gestorben am 25. März 1888 in London) war ein britischer Privatgelehrter, Numismatiker und berühmter Gemmensammler der viktorianischen Zeit.
King studierte ab 1836 am Trinity College in Cambridge und machte dort 1840 seinen Abschluss. Im Jahr 1842 wurde er Fellow des Colleges, ab 1857 war er Senior Fellow. Obwohl er 1845 zum Diakon geweiht wurde, wandte er sich nie der Seelsorge zu.
Den Grundstock zu seiner Gemmensammlung legte King während seiner Aufenthalte in Italien 1845 bis 1850. Nach seiner Rückkehr nach London baute er die Sammlung weiter aus, entschied sich jedoch 1878, sie zu verkaufen, da sein schwindendes Augenlicht eine Beschäftigung mit der Sammlung nicht mehr zuließ. Sie befindet sich seit 1881 im Metropolitan Museum of Art in New York.
King galt zu seiner Zeit als einer der besten Kenner antiker Gemmen und Kameen, ihrer Herstellungstechniken und Materialien. Seine Beschäftigung mit diesen Kleinodien antiken Kunstschaffens machte ihn zu einem Spezialisten für die Werke des Pausanias und des älteren Plinius. Darüber hinaus war ihm antike Literatur in ihrer Breite vertraut, und er gab eine mit antiken Gemmen illustrierte Ausgabe des Horaz heraus, übersetzte die Moralia des Plutarch und die theosophischen Schriften Julians für Henry George Bohns Classical Library. Eines seiner weiteren Interessensgebiete war die Numismatik frühchristlicher Zeit.
Eine Straße in Athen trägt seinen Namen, Οδός Ουίλιαμ Κινγκ.

## Veröffentlichungen
- Antique gems: their origin, uses, and value as interpreters of ancient history; and as illustrative of ancient art: with hints to gem collectors. J. Murray, London 1860, (Digitalisat).
- The Gnostics and their Remains, ancient and mediæval. D. 1864, (Digitalisat; 2nd edition. D. Nutt, London 1887).
- The Handbook of Engraved Gems. Bell & Daldy, London 1866, (Digitalisat; 2nd edition. G. Bell, London 1885).
- The Natural History of Precious Stones and Gems and of the Precious Metals. Bell & Daldy, London 1867; Textarchiv – Internet Archive.
- Antique Gems and Rings. 2 Bände (Text, Illustrationen). Bell and Daldy, London 1872, (Digitalisate: Text, Illustrationen).
- Early Christian Numismatics, and other Antiquarian Tracts. Bell & Daldy, London 1873; Textarchiv – Internet Archive.
- Julian the Emperor. Containing Gregory Nazianzen’s two Invectives and Libanius’ Monody with Julian’s extant theosophical works (= Bohn’s Classical Library). G. Bell and Sons, London 1888; Textarchiv – Internet Archive.